# Horloge japonaise

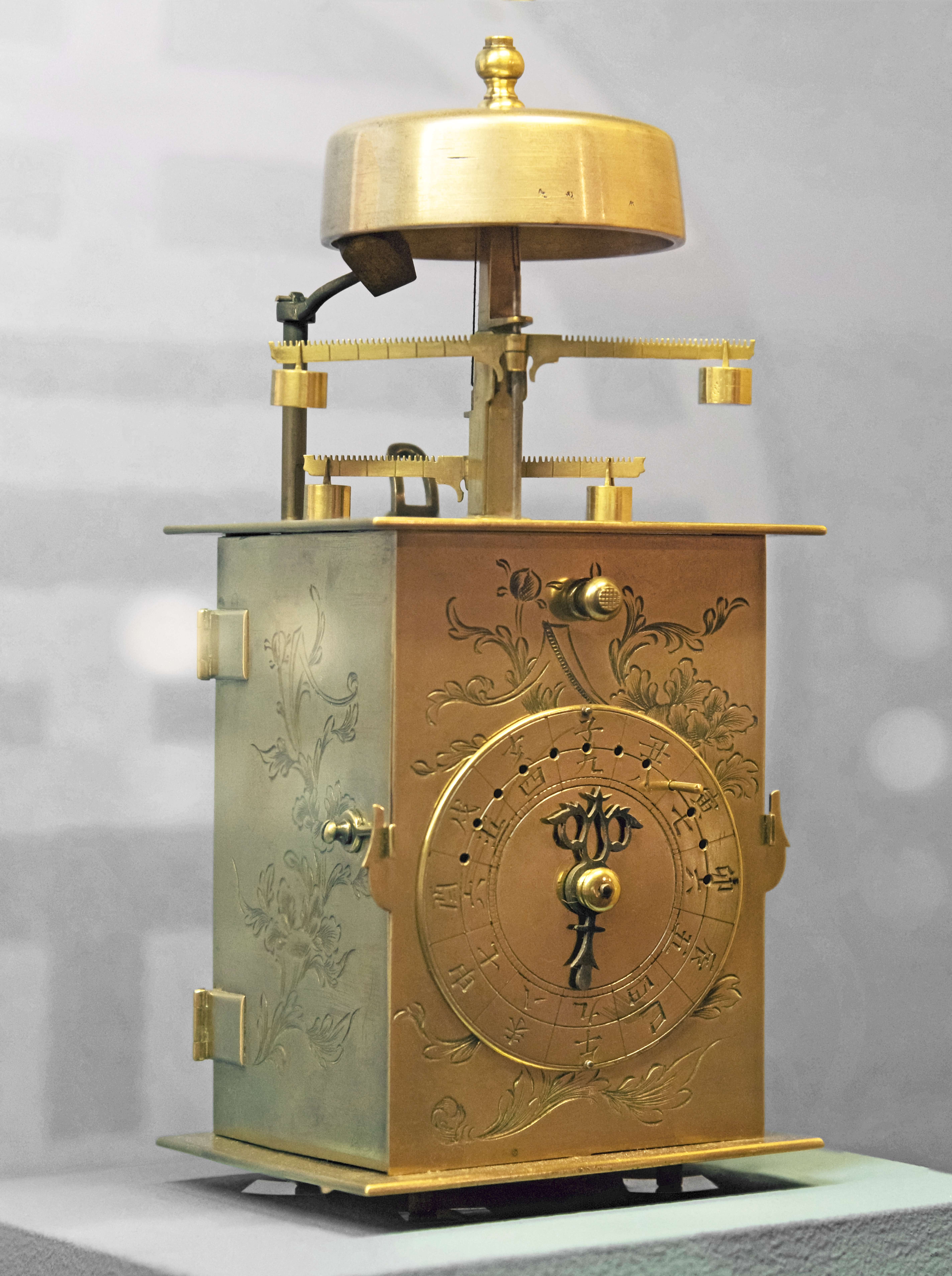
Deux foliots séparés permettent à cette horloge japonaise du XVIIIe siècle de fonctionner à deux vitesses différentes pour indiquer des heures différentes.

Une horloge japonaise (和時計, wadokei) est une horloge mécanique destinée à indiquer l'heure japonaise traditionnelle. Des horloges mécaniques ont été introduites au Japon par des missionnaires jésuites et des marchands hollandais au XVIe siècle. Ces horloges étaient du type lanterne, traditionnellement faites en laiton ou en fer, utilisant l'échappement relativement primitif de la verge et du foliot. Tokugawa Ieyasu a possédé une horloge lanterne de fabrication européenne.
Ni le pendule, ni le ressort compensateur n'étaient en service parmi les horloges européennes de l'époque, et ils ne firent donc pas partie des technologies disponibles durant la période isolationniste de l'histoire japonaise, qui a commencé en 1641. Durant cette période, les horlogers japonais ont dû travailler par leurs propres moyens, sans informations sur les développements de l'horlogerie occidentale. Ils ont néanmoins démontré une ingéniosité remarquable en adaptant la technologie mécanique de l'horlogerie européenne aux horloges japonaises.

## Heures

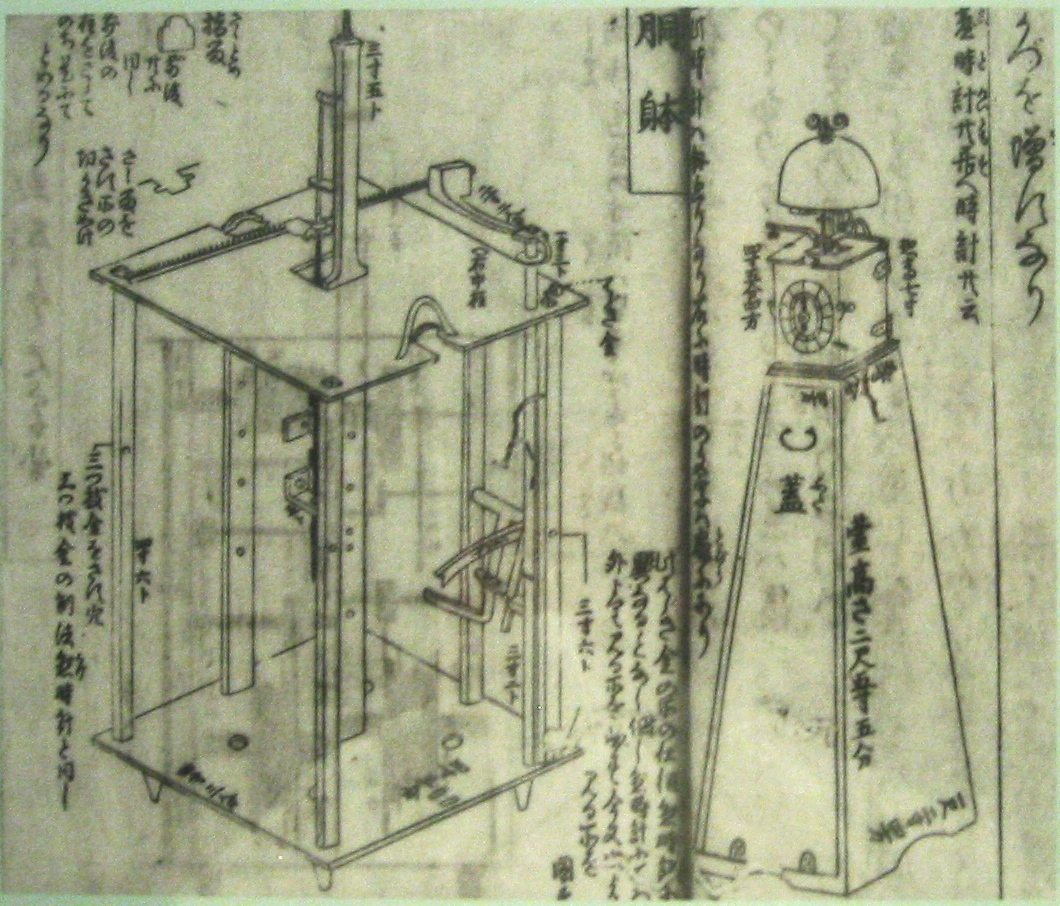
Dessin du mécanisme d'une horloge japonaise (début XIXe siècle).

L'adaptation des conceptions européennes à l'horlogerie traditionnelle japonaise présentait un défi aux horlogers japonais. Les pratiques japonaises de mesure du temps exigeaient l'utilisation d'heures inégales : six unités de temps la journée, du lever du soleil au coucher, et six unités de nuit, du coucher du soleil au lever.
Ainsi, les horloges japonaises variaient avec les saisons ; les journées étant plus longues en été et plus courtes en hiver. Les horloges mécaniques européennes indiquaient, en revanche, des heures égales qui ne variaient pas avec les saisons.
La plupart des horloges japonaises fonctionnaient avec un système de poids. Cependant, les Japonais connaissaient également, et fabriquaient occasionnellement, des horloges fonctionnant avec des ressorts. Des horloges japonaises à ressorts ont été faites pour être transportables ; les plus petites étaient de la taille de grandes montres, et portées par leurs propriétaires dans des inrō.

## Le système de temps traditionnel japonais
L'horloge classique a six heures numérotées de 9 à 4, qui s'enchaîne en marche arrière du midi jusqu'à minuit ; les numéros 1 à 3 n'étaient pas employés au Japon pour des raisons religieuses, ces nombres étaient employés par les moines bouddhistes pour appeler à la prière. L'horloge marchait en arrière parce que les premiers horlogers japonais avaient l'habitude de brûler de l'encens en compte à rebours. L'aube et le crépuscule étaient donc tous deux indiqués comme sixième heure dans le système japonais.

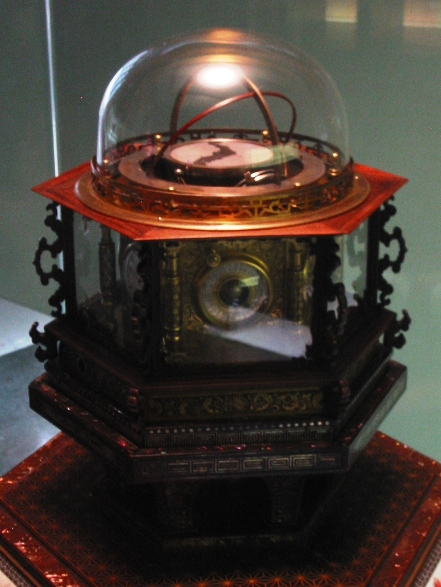
L'Horloge Millénaire de Tanaka Hisashige de 1851 montre l'heure japonaise et la date.

À chaque heure était assigné un signe du zodiaque japonais. Commençant à l'aube, les six heures de jour étaient :

Les 12 branches terrestres et les 24 points cardinaux chinois traditionnels ; les 12 branches terrestres servent de base aux attributions zodiacales des heures japonaises.

| Signe du zodiaque | Symbole du zodiaque | Numéro japonais | Valeur | Période solaire |
| ----------------- | ------------------- | --------------- | ------ | --------------- |
| Lapin             | 卯                  | 六              | 6      | lever           |
| Dragon            | 辰                  | 五              | 5      |                 |
| Serpent           | 巳                  | 四              | 4      |                 |
| Cheval            | 午                  | 九              | 9      | midi            |
| Mouton            | 未                  | 八              | 8      |                 |
| Singe             | 申                  | 七              | 7      |                 |

Les six heures de la nuit étaient :
| Signe du zodiaque | Symbole du zodiaque | Numéro japonais | Valeur | Période solaire |
| ----------------- | ------------------- | --------------- | ------ | --------------- |
| Coq               | 酉                  | 六              | 6      | coucher         |
| Chien             | 戌                  | 五              | 5      |                 |
| Porc              | 亥                  | 四              | 4      |                 |
| Rat               | 子                  | 九              | 9      | minuit          |
| Buffle            | 丑                  | 八              | 8      |                 |
| Tigre             | 寅                  | 七              | 7      |                 |

## Le problème de variations de la longueur des heures
Les horloges japonaises ont utilisé divers mécanismes pour montrer le changement des heures. La manière la plus pratique était avec une horloge pilier, où le temps n'est pas indiqué sur le cadran, mais sur un indicateur attaché à un poids qui descend dans un conduit. Ces indicateurs pouvaient être ajustés aux saisons pour montrer la durée des heures de jour et de nuit. Quand l'horloge était endommagée, les indicateurs pouvaient être retirés. Cette installation avait l'avantage d'être indépendante de l'horloge elle-même.
L'utilisation des cadrans faisait partie de la technologie européenne reçue au Japon, et ils ont dû être adaptés pour afficher les heures japonaises. Certains avaient des cadrans multiples qui pouvaient être changés avec les saisons. Pour faire une horloge sonnante, les horlogers avaient l'habitude d'un système à deux équilibres, un lent et un rapide. L'échappement approprié était changé automatiquement pendant que l'heure tournait. L'Horloge Millénaire, conçue en 1853 par Hisashige Tanaka, utilisait ce mécanisme.
En 1873, le gouvernement japonais a adopté les pratiques de l'horlogerie occidentale, avec les heures, qui ne varient pas avec les saisons, et le calendrier grégorien.

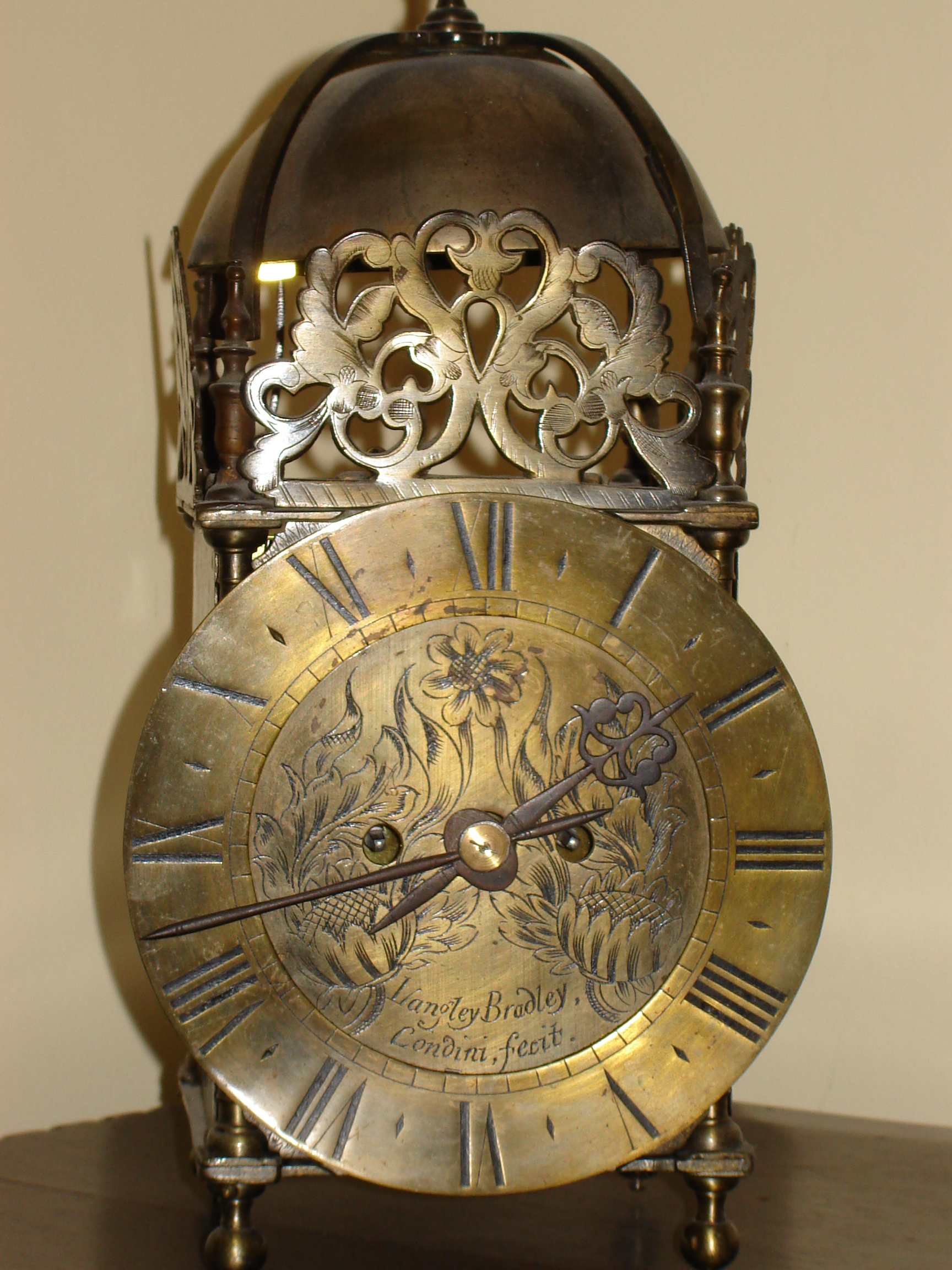
Les horloges européennes telles que celle-ci furent le point de départ pour l'esthétisme des horloges japonaises.

## Source de la traduction
- (en) Cet article est partiellement ou en totalité issu de l’article de Wikipédia en anglais intitulé « Japanese clock » (voir la liste des auteurs).